# Konrad V. (Oels)
Konrad V. von Oels (auch Konrad V. „Kanthner“; * 1381/1387; † 10. September 1439) war von 1412 bis zu seinem Tod 1439 gemeinsam mit seinen Brüdern Herzog von Oels, Cosel, Steinau sowie halb Beuthen. Er entstammte dem Glogauer Zweig der Schlesischen Piasten. 

## Leben
Seine Eltern waren Konrad III. von Oels († 1412) und Jutta/Gutha, deren Herkunft nicht bekannt ist. Seiner Ehe mit Margareta N. N. († 1449/50), die er 1411 geheiratet hatte, entstammten die Kinder
1. Konrad IX. „der Schwarze“ († 1471), Herzog von Oels; ⚭ 1452/53 Margareta († 1483), Tochter des Herzogs Ziemowit V. von Masowien
2. Konrad X. „der junge Weiße“ († 1492), Herzog von Oels; ⚭ Dorothea Reynkenberg († 1471). Mit ihm erlosch der Oelser Zweig der Glogauer Linie der Schlesischen Piasten.
3. Agnes († 1448), ⚭ 1437 Kaspar Schlick, Graf von Passaun und Weißkirchen, Kanzler des Heiligen Römischen Reichs († 1449)
4. Anna († 1482), ⚭ 1444 Herzog Władysław II. von Masowien († 1455)
5. Margarete († 1466), Äbtissin von Trebnitz

Konrad V. hatte vier Brüder, die ebenfalls den Vornamen Konrad trugen, weshalb sie zur Unterscheidung mit individuellen Beinamen bezeichnet werden, sowie zwei Schwestern. Konrads V. Beiname der „Kanthner“ leitet sich von der Stadt Kanth ab, die seit 1379 im Besitz der Oelser Herzöge war. 
Nach dem Tod des Vaters Konrad III. 1412 standen die jüngeren Brüder zunächst unter der Vormundschaft ihres ältesten Bruders Konrad IV. „Senior“; er übernahm zunächst auch die gemeinsame Regierung über die Herzogtümer Oels, Cosel und Steinau sowie halb Beuthen. Auch nach der 1416 erfolgten formellen Teilung des väterlichen Erbes verwalteten die Brüder ihre Gebiete teilweise gemeinsam. Konrad war spätestens seit 1413 ein führendes Mitglied der Rüdenbandgesellschaft. Da Konrad IV. „Senior“, Konrad VI. „Dechant“ († 1427) und Konrad VIII. „der Junge“ dem geistlichen Stand angehörten, übten Konrad V. „Kanthner“ und Konrad VII. „der alte Weiße“ die Regentschaft aus und waren deshalb Nutznießer der ererbten Besitzungen. Nachdem Konrad IV. „Senior“ 1417 Bischof von Breslau geworden war, kaufte er kraft seines Amtes sich selbst und seinen Brüdern Kanth ab, das er dem Domkapitel verpfändete, um die Geldnöte seiner Brüder sowie der bischöflichen Mensa zu mindern. 1431 gründeten Konrad V. „Kanthner“ und Konrad „der alte Weiße“ in Cosel ein Minoritenkloster. 1434 erwarben sie vom Liegnitzer Herzog Ludwig II. Konstadt.
Wie ihr bischöflicher Bruder Konrad IV. „Senior“ bekämpften auch Konrad „Kanthner“ und Konrad „der alte Weiße“ die Hussiten. 1428 versuchten sie erfolglos, deren Verwüstungen im Herzogtum Troppau zu verhindern. Am 4. April 1431 überfielen sie Gleiwitz, das von den Hussiten besetzt war und wo gerade Religionsgespräche stattfanden, an denen Siegmund Koribut, ein Neffe des Litauerfürsten Witold, beteiligt war. Vermutlich deshalb unternahmen die Hussiten 1432 einen Raubzug in das Herzogtum Oels, das von ihnen bis dahin weitgehend verschont geblieben war. Konrad „Kanthner“ und seinem Bruder gelang es jedoch, sie bei Steinau zu schlagen. Zusammen mit ihrem Bruder Konrad IV. Senior, weiteren Herzögen sowie den Städten Breslau, Schweidnitz und Neisse beurkundeten sie am 13. September 1432, für die von den Hussiten noch besetzten Städte Nimptsch, Kreuzburg und Ottmachau noch 10.000 Schock Groschen schuldig zu sein. 
Ihren Einsatz bei der Bekämpfung der Hussiten belohnte Kaiser Sigismund in  seiner Eigenschaft als König von Böhmen 1434 mit der Übertragung der Zölle von Hundsfeld und Hünern. 1437 bestätigte er ihnen die Belehnung ihrer Gebiete zur gesamten Hand, so dass dem böhmischen Landesherrn beim Tod des kinderlosen Konrad „des alte Weißen“ kein Heimfallrecht zustehen würde. Zwei Jahre später starb Konrad „Kanthner“ an der Pest. Die Vormundschaft über seine noch nicht mündigen Söhne übernahm sein Bruder Konrad „der alte Weiße“.